# Vauxhall Chevette
La Chevette è un'autovettura, appartenente alla categoria delle utilitarie, prodotta dalla Vauxhall dal 1975 al 1984. Destinata prevalentemente al mercato britannico, dal 1979 venne commercializzata anche in Germania come Chevette (senza marchio). La versione furgonata era venduta come Bedford Chevanne. La Chevette faceva parte di una famiglia di autovetture della General Motors che condividevano tanto la base meccanica quanto buona parte della carrozzeria; tale famiglia comprendeva l'Opel Kadett, la Vauxhall Viva, l'Isuzu Gemini, la Holden Gemini, la Chevrolet Chevette, la AYMESA Cóndor, la Pontiac Acadian e la Pontiac T1000.

## Storia

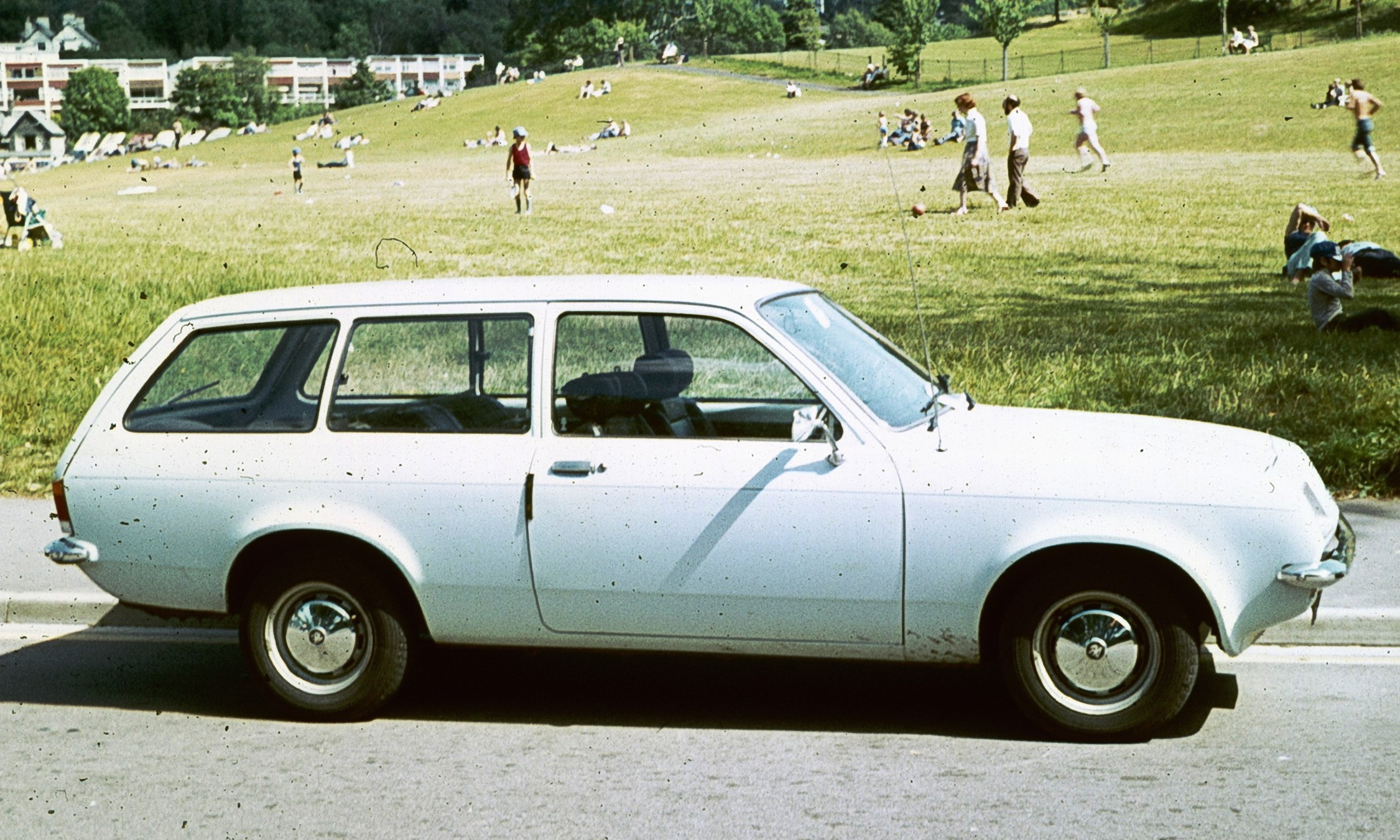
Una Vauxhall Chevette familiar tre porte

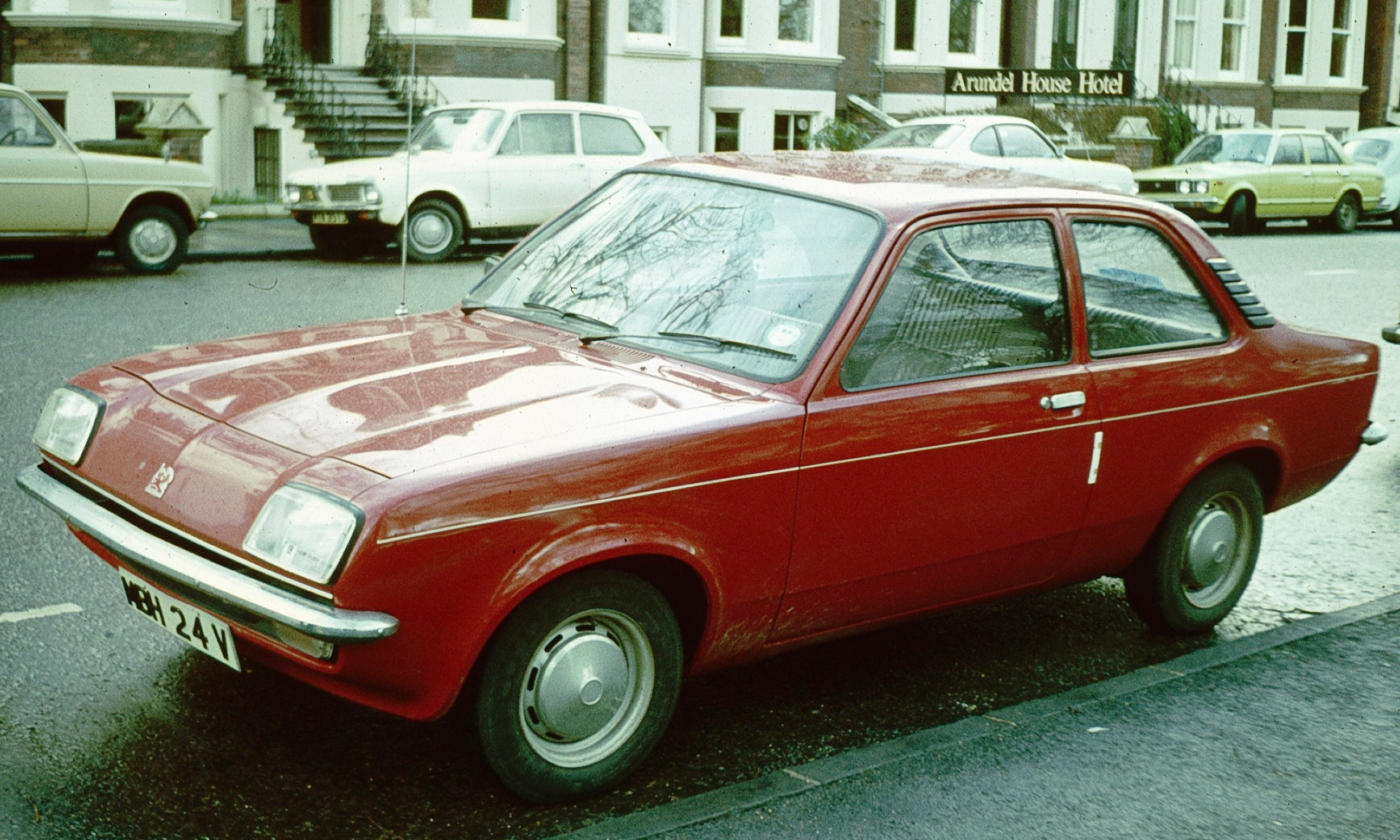
Una Vauxhall Chevette berlina due porte

La Chevette fu lanciata per essere collocata, nella gamma Vauxhall, sotto la Viva. Inizialmente venne commercializzata solo in versione hatchback tre porte, cioè con un tipo di carrozzeria diventato popolare durante gli anni settanta. Le vendite iniziarono il 1º maggio 1975 ad un prezzo di 1.593 sterline.
Nel Regno Unito, dal 1975 al 1978, la Chevette superò le vendite delle Peugeot 104, Fiat 127 e Renault 5, diventando la hatchback più venduta nel mercato britannico. La situazione iniziò a cambiare con il lancio della Ford Fiesta nel 1976. In seguito vennero lanciate, di questa categoria, anche la Chrysler Sunbeam e l'Austin Metro.
Sebbene dotata di un motore piccolo, la Chevette aveva prestazioni relativamente brillanti. Nel 1976, alla versione hatchback, furono affiancate le versioni berlina due e quattro porte e familiare tre porte; ottenute trapiantando sulla carrozzeria della Opel Kadett specifici lamierati anteriori e motori Vauxhall.
La Chevette rimase sui listini fino al 1984, quando fu sostituita dalla Vauxhall Nova, in commercio già dall'anno precedente. La produzione della Chevette fu comunque ridimensionata già dal novembre 1981.
Il modello fu esportato in Germania dopo il 1979 in concomitanza con la fine della produzione della terza serie dell'Opel Kadett. Qui la Chevette non aveva né il marchio Vauxhall né quello Opel, ma era commercializzata semplicemente come "Chevette". Nel periodo citato, la Chevette è stata l'unica Vauxhall venduta nelle Mauritius ed in Nuova Zelanda. Alcuni esemplari di Chevette sono stati venduti anche in Italia.
Fu anche costruita una versione furgonata che si basava sul modello familiare e che fu chiamata Bedford Chevanne.
La Chevette era sostanzialmente una versione della terza serie della Opel Kadett ottenuta tramite badge engineering. Erano però presenti delle differenze nel frontale e nelle motorizzazioni. La Chevette, infatti, era dotata di un motore a quattro cilindri in linea e valvole in testa da 1.256 cm³ di cilindrata, che era diverso dal propulsore installato sul modello Opel. Le due vetture avevano però in comune le sospensioni anteriori a doppi bracci oscillanti, la trazione posteriore e le sospensioni posteriori con barra Panhard, assale rigido e molle elicoidali. All'interno, i due modelli si differenziavano solamente per il cruscotto e per la leva del cambio. La leva dell'interruttore degli indicatori di direzione sulla Chevette era posizionata sulla destra del piantone dello sterzo, mentre quella della Kadett e delle altre vetture europee era installata sulla sinistra. Ciò era dovuto al fatto che le vetture britanniche avevano la guida a destra. La strumentazione era invece simile. La Chevette, inoltre, aveva una linea più aerodinamica della Kadett. Nel 1980 la Chevette fu oggetto di un lieve facelift.
La produzione terminò nel gennaio del 1984, circa un anno dopo il lancio della Nova, che era costruita in Spagna. Di Chevette furono prodotti, in totale, 415.608 esemplari.
Nel periodo in cui fu prodotta, la Chevette è stata disponibile con due tipi di cambio. Il primo era manuale a quattro rapporti mentre il secondo era automatico a tre marce.
Il modello, oltre che nel Regno Unito ed in Germania, è stato anche venduto in Austria, Ecuador (come AYMESA Cóndor), Francia, Nuova Zelanda, Svezia e Uruguay.
Una versione speciale della Chevette, la "Jubilee", è stata prodotta per festeggiare il giubileo d'argento della regina Elisabetta II.

## Le competizioni

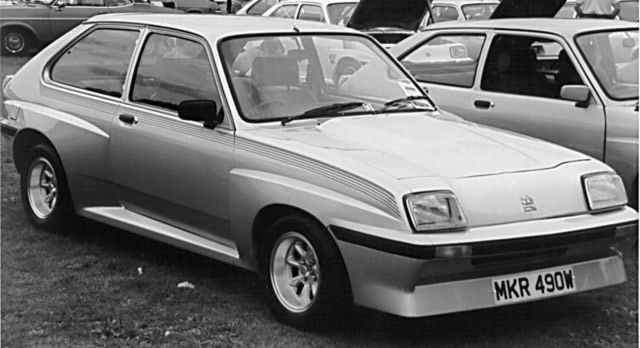
Una rara Vauxhall Chevette HSR

Le 1976 la Vauxhall decise di adoperarsi per migliorare la propria fama sportiva. Realizzò quindi una versione speciale del modello, la Chevette HS, che avrebbe dovuto partecipare ai rally. Questa versione, che fu introdotta nel 1978, era dotata di un motore in linea a quattro cilindri più grande di quello della serie regolare, dato che aveva una cilindrata di 2.279 cm³. Inoltre, questo motore era a 16 valvole. Le sospensioni e l'assale posteriore derivavano da quelli della Opel Kadett C GT/E, mentre il cambio era un Getrag a cinque rapporti. I cerchioni erano in lega, ed assomigliavano a quelli della Firenza. Furono anche installate delle prese d’aria in vetroresina. Il risultato fu una vettura particolarmente veloce, il cui motore erogava 135 CV di potenza. Di questa versione di Chevette, ne furono prodotti 400 esemplari.
La vettura ricevette l'omologazione per il Gruppo 4 nella categoria rally. Il modello ebbe poi un buon successo nelle gare. Le vittorie più importanti furono conquistate dai piloti Pentti Airikkala e Tony Pond. Per conservare la competitività anche negli anni ottanta ne fu preparata l'evoluzione, la Chevette HSR. In seguito, a causa di scelte societarie prese all'interno della General Motors, venne deciso di cancellare il programma di partecipazione della Vauxhall alle competizioni rallistiche in favore della Manta 400.